# Artur Victor Guimarães
Artur Victor Guimarães, né le 15 février 1998 à Fortaleza, plus simplement appelé Artur, est un footballeur brésilien qui évolue au poste d'ailier au Botafogo FR.

## Biographie

### En club
Formé au SE Palmeiras, où il glane deux titres de champion du Brésil, étant également prêté dans plusieurs autres clubs brésiliens, il signe avec le récemment créé club du RB Bragantino en janvier 2020.

### En sélection
International avec les moins de 20 ans du Brésil, il reçoit sa première sélection le 12 octobre 2016 lors d'un match amical contre l'Équateur.

## Palmarès
| Palmeiras - Serie A - Champion : 2016 et 2018 |